# Sebechleby
Sebechleby (allemand : Siebenbrot,  hongrois : Szebelléb) est un village de Slovaquie situé dans la région de Banská Bystrica.

## Histoire
La première mention écrite du village date de 1135.

## Démographie

### Évolution de la population
| Année:               | 1994. | 2004.   | 2014.   | 2024.   |
| -------------------- | ----- | ------- | ------- | ------- |
| Nombre de personnes: | 1176  | 1222    | 1192    | 1173    |
| Différence:          |       | +3,91 % | -2,45 % | -1,59 % |

| Année:               | 2023. | 2024.   |
| -------------------- | ----- | ------- |
| Nombre de personnes: | 1159  | 1173    |
| Différence:          |       | +1,20 % |